# Tahinopita
Tahinopita és un pastís xipriota aromatitzat amb pasta de sèsam.
Existeixen versions que utilitzen farines preparades de massa ràpida amb agents gasificants químics (com el bicarbonat de sodi), versions amb rent, i versions amb capes de pasta fil·lo. La majoria de les versions no contenen productes làctics ni ous i, per tant, pot ser considerar-se vegà. És un aliment popular durant la quaresma.
En grec, pita (πίττα) és una paraula genèrica utilitzada per a fer referència a pa, pastís o rebosteria, i tahinopita designa un rotllo de pa dolç.